# Stanislav Burachovič

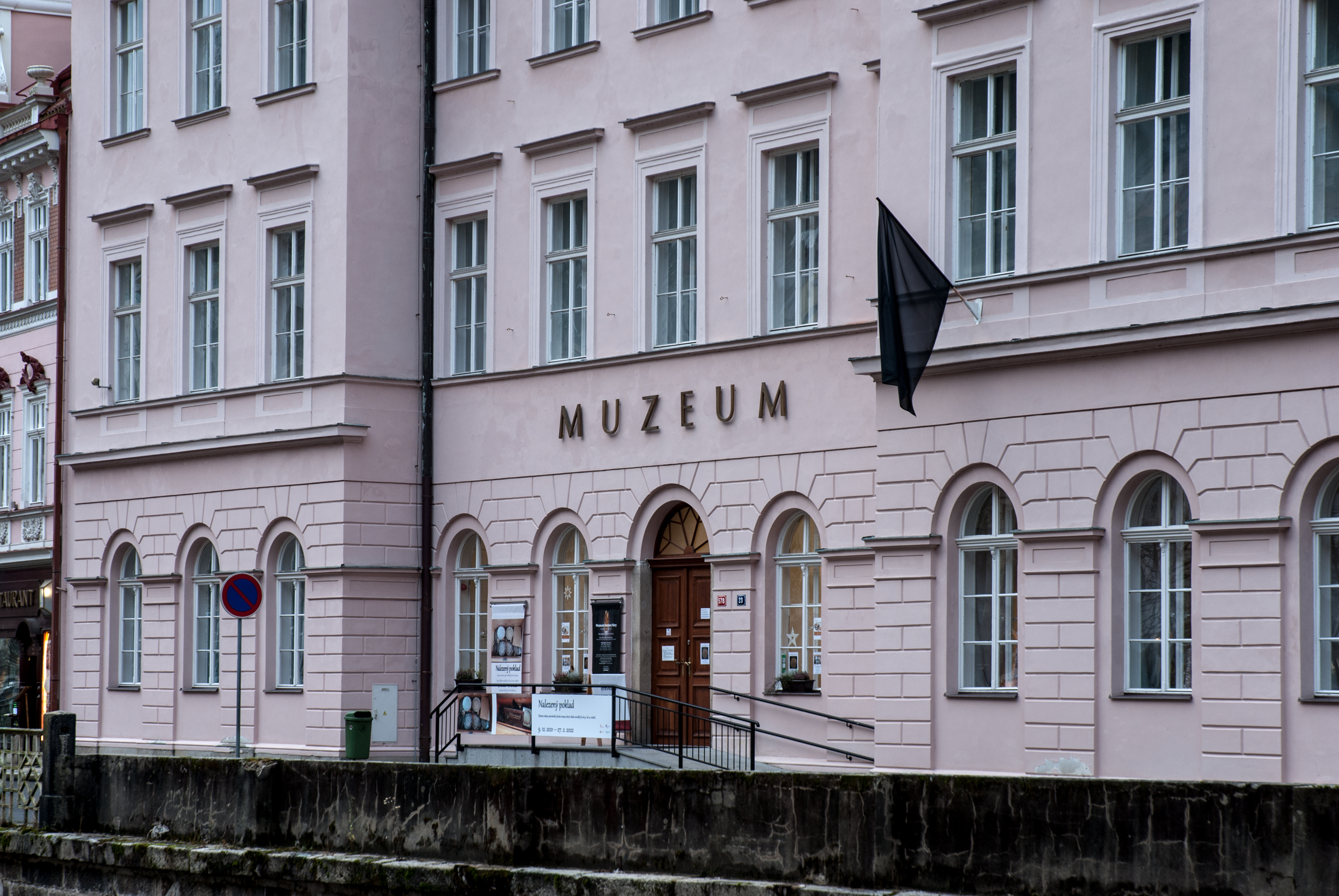
Muzeum v Karlových Varech 5. ledna 2022

Stanislav Burachovič (13. října 1950, Karlovy Vary – 2. ledna 2022) byl český historik a publicista. Vystudoval historii, knihovnictví a informační vědy na Filozofické fakultě Univerzity Karlovy v Praze. Celý profesní život věnoval odborné práci v karlovarském muzeu a činnostem, které s touto prací souvisí. Napsal bezpočet knih, článků a odborných studií v oblasti kulturních dějin Karlovarského kraje.

## Život
Stanislav Burachovič se narodil 13. října 1950 v Karlových Varech. Po absolvování Střední hotelové školy v Mariánských lázních (1971) vystudoval v letech 1971–1976 historii, knihovnictví a informační vědy na Filozofické fakultě Univerzity Karlovy. Ještě v témže roce nastoupil do Karlovarského muzea, kde pak celý život pracoval. Doktorát filosofie mu byl udělen na Karlově univerzitě v roce 1980 na základě vědecké práce Karlovy Vary a jejich vlastivědné písemnictví (1976).
Celý svůj život žil v Karlových Varech věren citátu Otokara Březiny „Stejně jako květina, tak i člověk působí nejlépe tam, kde vyrostl“.
Stanislav Burachovič zemřel po dlouhé nemoci dne 2. ledna 2022 v Karlových Varech ve věku 71 let. Karlovarsko velmi miloval. Jeho parte neslo vyznání z knihy Magická místa Karlovarského kraje:
Vždy, když na podzim kráčím krasosmutnou krajinou Karlovarska, po té nesčetnými generacemi a věky zbrázděné zemi mého rodného kraje, cítím zvláštní neklid. Chodidly, póry kůže, do očí a hlavně do duše nasávám neomylné a sladkobolné tušení věčnosti. Tam, kde je věčnost, je nablízku i smrt, bez níž není života a vzestupu.
 Stanislav Burachovič
Rozloučení se Stanislavem Burachovičem se konalo na veřejném pohřbu 13. ledna 2022 v 11 hodin v kostele Nanebevstoupení Páně ve Staré Roli. Jeho hrob se nachází na hřbitově v Přebuzi v Krušných horách.

## Profesní kariéra
Od roku 1976, tedy hned po ukončení vysokoškolského studia, nastoupil na pozici odborného pracovníka v Muzeu Karlovy Vary. Jako specializaci zvolil vlastivědu a kulturní dějiny Karlových Varů a Karlovarského kraje. Jeho badatelská činnost se od počátku zaměřovala na památky a umění v regionu západočeských lázní, rudné hornictví v Krušných horách a Slavkovském lese, vlastivědné písemnictví Karlovarska, národopis bývalého Loketského kraje, historie lázeňství v česko-moravských zemích a česko-sudetoněmecké vztahy.

## Dílo
V oboru regionální historiografie Karlovarska publikoval jako autor či spoluautor více než 50 knižních prací a stovky článků a odborných studií.

### Vydané publikace (výběr)
- Karlovy Vary a jejich vlastivědné písemnictví v letech 1902–1977 (1978)
- Karlovy Vary secesní (1982)
- Doubí – Svatošské skály – průvodce naučnou stezkou (1982)
- Kouzelná harfa (1989)
- Zlatý věk Karlových Varů (1993)
- Západní Čechy (1995)
- Karlovy Vary – Setkání dvou věků – album starých a nových pohledů (1996)
- Nepostradatelný průvodce Karlovými Vary a okolím (1997)
- Rozhledna na Tisovském vrchu Pajndlu v Nejdku (1997)
- Bečov nad Teplou – příroda, dějiny, památky (1997)
- Karlovy Vary (1998)
- Karlovy Vary – nejslavnější české lázně (1998, spoluautor Stanislav Wieser)
- Karlovy Vary a jejich vlastivědné písemnictví (2000)
- Karlovy Vary krok za krokem (2000)
- Encyklopedie lázní a léčivých pramenů v Čechách, na Moravě a ve Slezsku (2001, spoluautor Stanislav Wieser)
- Boží Dar – Gottesgab (2001)
- Album starých pohlednic – Západočeské lázně, Album alter Ansichtskarten – Westböhmische Bäder (2001, spoluautoři Stanislav Wieser, Pavel D. Vinklát, Josef Brtek)
- Encyklopedie lázní a léčivých pramenů v Čechách, na Moravě a ve Slezsku (2001, spoluautor Stanislav Wieser)
- Průvodce naučnou stezkou Blatenský příkop – Reiseführer Erbwassergraben Platten – Guide Water Channel H. Blatná (2001, spoluautor Oldřich Motyčka)
- Záhady a mystéria Karlovarska (2002)
- Slavní návštěvníci Karlových Varů (2003)
- Dějiny Karlovarského kraje (2004, spoluautoři Romana Beranová Vaicová, Jiří Klsák, Jiří Beran, Pavel Šebesta)
- Karlovarský kraj – Karlovy Vary Region (2005)
- Karlovy Vary, město lázní a pramenů (2007)
- Jáchymov v zrcadle času (2007)
- Obec Jenišov (2007)
- České lázně v srdci Evropy – Tschechische Bäder im Herzen Europas – Czech spas in the heart of Europe – Češskije kurorty v serdce Evropy (2007, spoluautoři Eva Douchová, Jaroslav Dolina)
- Karlovy Vary: Slavní návštěvníci – Karlsbad: Berühmte Besucher – Carlsbad: Famous visitors – Karlovy Vary: Proslavlennyje gosti (2007)
- Genius loci západočeských lázní (2008, spoluautorka Marie Holečková)
- Minulostí Západočeského kraje XLIII (2008, spoluautoři Miroslav Vaněk, Otto M. Urban, Jiří Kejř, Ivan Martinovský, Václav Malina, Karel Waska, Kamil Boldan, Jaroslav Douša, Jan Lhoták, Jakub Mírka Hana Klínková, Miroslav Grisa, Miroslav Eisenhammer, Petr Kolář, Vladislav Krátký, Štěpánka Pflegerová, Adam Skála, Jiří Topinka, Lukáš Valeš, Vladislav Kuneš, Radek Aubrecht, Miroslav Hus, Petr Kreuz, Jana Studená, Tomáš Bernhardt, Monika Bryšová)
- Lexikon osobností Karlovarska (2009)
- Bájné bytosti Karlovarska (2009)
- Příběh Grandhotelu Pupp (2010)
- Po stopách krušnohorského hornictví – Auf den Spuren des erzgebirgischen Bergbaus (2010)
- Bečov nad Teplou – průvodce 1399–2009 (2010)
- Karlovarské kalendárium 1325–2010 (2011)
- Historie lázeňství v česko-saském příhraničí – Geschichte des Kurwesens im böhmisch-sächsischen Grenzgebiet (2011, spoluautor Hans-Jürgen Knabe)
- Hvězdné nebe nad Kyselkou – slavní architekti a stavitelé v lázních Kyselka (2012, spoluautor Lubomír Zeman)
- Sagen und Mysterien des böhmisch-sächsischen Erzgebirges – Pověsti a mystéria česko-saského Krušnohoří (2012, spoluautor Klaus Welter)
- Magická místa Karlovarského kraje (2013, 2015)
- Za ztracenou slávou západního Krušnohoří (2015)
- Historica Mattoni (2015, spoluautorka Jitka Kulhánková)
- Karlovy Vary – lázeňská metropole západních Čech (2018)

### Přednášková činnost
Nedílnou součástí pracovní aktivity Stanislava Burachoviče byla přednášková činnost v oblasti dějin Karlových Varů a Karlovarského kraje, kterou soustředil na dospělé i mládež. Přednášel též německy a anglicky v zahraničí – nejvíce v Německu a Rakousku, ale také v Japonsku v letech 1992 a 1998.
V roce 1990 byl spoluzakladatelem tradice historických seminářů, které se v Karlových Varech každý rok konají na počest karlovarského patriota a vlastivědného badatele Karla Nejdla (1900–1990). Stal se editorem jejich sborníků, kterých již vyšlo 28 (rok 2019).

### Stálé expozice a výstavy
V rámci své profese v karlovarském muzeu spolupracoval na přípravě stálých expozic a výstav s regionálními tématy.

#### Stálé expozice
- Horní Blatná (1976)
- Jáchymov (1976)
- Nejdek (1977)
- Karlovy Vary (1987)
- Boží Dar (2000)
- Jáchymov (2005)
- Karlovy Vary (2017) – expozice získala ocenění Nejlepší muzejní expozice České republiky roku 2018

#### Výstavy s regionální tematikou
- Svět kolonád
- Staré Karlovy Vary
- Zlatý věk Karlových Varů
- Goethe a Karlovy Vary
- Staré pohlednice a suvenýry Karlových Varů
- Karlovarské písemnictví
- Karlovarský plakát 1740–1980
- Zmizelé Karlovy Vary
- Architektura západočeských lázní
- Slavní muži západočeských lázní
- Karlovy Vary před 100 lety
- Městské divadlo v Karlových Varech
- Litografické veduty Karlových Varů
- Karlovarské cínařství
- Karlovarský střelecký spolek
- Krušnohorský malíř Gustav Zindel
- Barokní plastika Karlovarského kraje
- Znaky měst a rodů Karlovarského kraje
- Karlovarské veduty z let 1750–1850
- Příběh Grandhotelu Pupp
- Mattoni a jeho lázně Kyselka

Některé výstavy byly prezentovány také v Německu. Autor se podílel na přípravě mezinárodní výstavy a vědeckého katalogu o vřídelním kameni. Tuto výstavu prezentoval v roce 2005 také v Karlových Varech.
- Der Sprudel macht den Stein – Vřídlo tvoří kámen, v Marktredwitz (2004)

### Vědecké semináře
Organizoval několik mezinárodních vědeckých seminářů, např.:
- Goethe a západočeské lázně (1999)
- Sasko-české vztahy v 16. století (2000)
- Pocta Johannu Mathesiovi (2004)

### Dokumenty, rozhlasové relace
Autorsky se podílel na přípravě četných dokumentárních filmů a rozhlasových relací v České republice i zahraničí.

## Ocenění
Stanislav Burachovič získal za svoji práci ocenění:
- 1998: Cena města Karlovy Vary – za dlouholeté vlastivědné působení v Karlových Varech[2]
- 2018: Osobnost Karlovarského kraje
- 2022: Čestné občanství města Karlovy Vary in memoriam – jako zvláštní projev úcty za celoživotní dílo v oblasti regionální historie, popularizaci lázeňství a balneologie města Karlovy Vary a celého regionu.[7]